# Cleruchus longicornis
Cleruchus longicornis är en stekelart som beskrevs av Dmitriy Alekseevich Ogloblin 1955. Cleruchus longicornis ingår i släktet Cleruchus och familjen dvärgsteklar. Inga underarter finns listade i Catalogue of Life.